# José Mercé
José Mercé, all'anagrafe José Soto Soto (Jerez de la Frontera, 19 aprile 1955), è un cantante spagnolo di flamenco.

## Biografia
Già a 12 anni si esibiva nei Festival di Flamenco. In seguito si trasferì a Madrid dove nel 1968 registrò il suo primo album.
È il pronipote Maestro di Seguiriya Francisco Valencia (XIX secolo), soprannominato Paco la Luz. È anche il nipote di Manuel Soto Sordera, il patriarca del flamenco di Jerez. Il soprannome di Mercé gli viene dalla sua partecipazione da ragazzo al coro della Basilica de la Merced.
Il giovane Mercé divenne uno dei cantanti più ambiti per accompagnare la danza: ha collaborato con il Trio di Madrid, formato da Mario Maya, El Guito e Carmen Mora. Dal 1973 al 1983 si unì alla compagnia di Antonio Gades, con cui ha viaggiato per il mondo. Ha preso parte al film Bodas de Sangre, di Carlos Saura.
Ha lavorato anche con chitarristi come Enrique De Melchor, Tomatito, Vicente Amigo e Moraito.

## Premi
- Nel 1986 ha vinto il "Concurso Nacional de Arte Flamenco de Córdoba".
- Nel 2010 ha ricevuto la "Medalla de Andalucía" per i suoi meriti come cantante di flamenco.[1]
- Nel 2013 l'album di José Mercé Mi única llave è stato nominato per i Latin Grammy Awards nella categoria "Best Flamenco Album".[1]
- Nel 2015 ha ricevuto il "Premio del Flamenco de Berklee".[2]

## Discografia
- Bandera de Andalucía (1968)
- Desnudando el Alma (1994)
- Del Amanecer… (1998)
- Caminos reales del cante (1999)
- Aire (2000)
- Cuerpo y Alma (2001)
- Recopilación. Verde junco y otros éxitos (2002)
- Lío (2002)
- Quebrando el Aire (2002)
- Verde junco & Hondas Raices (2004)
- Ruido (2010)
- Mi única llave (2012)

## Contribuendo artista
The Rough Guide to Flamenco (1997, World Music Network)